# Cry (Kelly Clarkson)
Cry è un singolo della cantante statunitense Kelly Clarkson, pubblicato il 12 marzo 2010 come quinto estratto dal quarto album in studio All I Ever Wanted.

## Descrizione
Il brano è stato scritto dalla stessa Kelly Clarkson con Jason Halbert e Mark Townsend e prodotto da Howard Benson.
Il brano è stato reinterpretato da Lea Michele nell'episodio Choke della serie televisiva Glee (maggio 2012).